# Partie par billion
Une partie par billion (un ppt, pour l'anglais part per trillion) est une fraction d'un mille-milliardième (10–12). 

## Utilisation
Cette unité sans dimension est utilisée pour exprimer les très faibles concentrations, notamment en toxicologie, en biochimie, en métallurgie et dans l'industrie minière.

## Confusion
Le terme peut prêter à confusion, en raison d'usages divergents dans différents pays, selon qu'on y utilise l'échelle longue ou l'échelle courte : dans les pays utilisant l'échelle longue (notamment l'Europe de l'Ouest continentale), billion signifie 1012 et trillion 1018, alors que dans ceux utilisant l'échelle courte (dont les pays anglophones, le Brésil et l'Europe de l'Est) billion signifie 109 et trillion 1012,,.

## Description
Au sens strict, un ppt correspond à un rapport de 10–12, soit, par exemple, un microgramme par tonne.
Au sens large, un ppt correspond à un nanogramme par litre : il s'agit d'un abus de langage, parce que le litre (unité de volume) n'est pas équivalent au kilogramme (unité de masse). En outre, le ppt n'est pas une concentration mais un rapport, c'est-à-dire un quotient sans dimension, à l'instar d'un pourcentage.

## Autres termes
Pour des concentrations plus importantes, on utilise les termes suivants :
- ppm : partie par million (part per million), 10–6 ;
- ppb : partie par milliard (part per billion), 10–9.

Pour des concentrations plus petites, on utilise le terme suivant :
- ppq : partie par billiard (part per quadrillion), 10–15.